# Белозгвардо (Салерно)
Белозгвардо (итал. Bellosguardo) је насеље у Италији у округу Салерно, региону Кампанија.
Према процени из 2011. у насељу је живело 853 становника. Насеље се налази на надморској висини од 563 м.

## Становништво
| 1936. | 1951. | 1961. | 1971. | 1981. | 1991. | 2001. | 2011. |
| ----- | ----- | ----- | ----- | ----- | ----- | ----- | ----- |
| 1.954 | 1.975 | 1.763 | 1.448 | 1.313 | 1.165 | 1.009 | 853   |